# Кваналли (пляж)

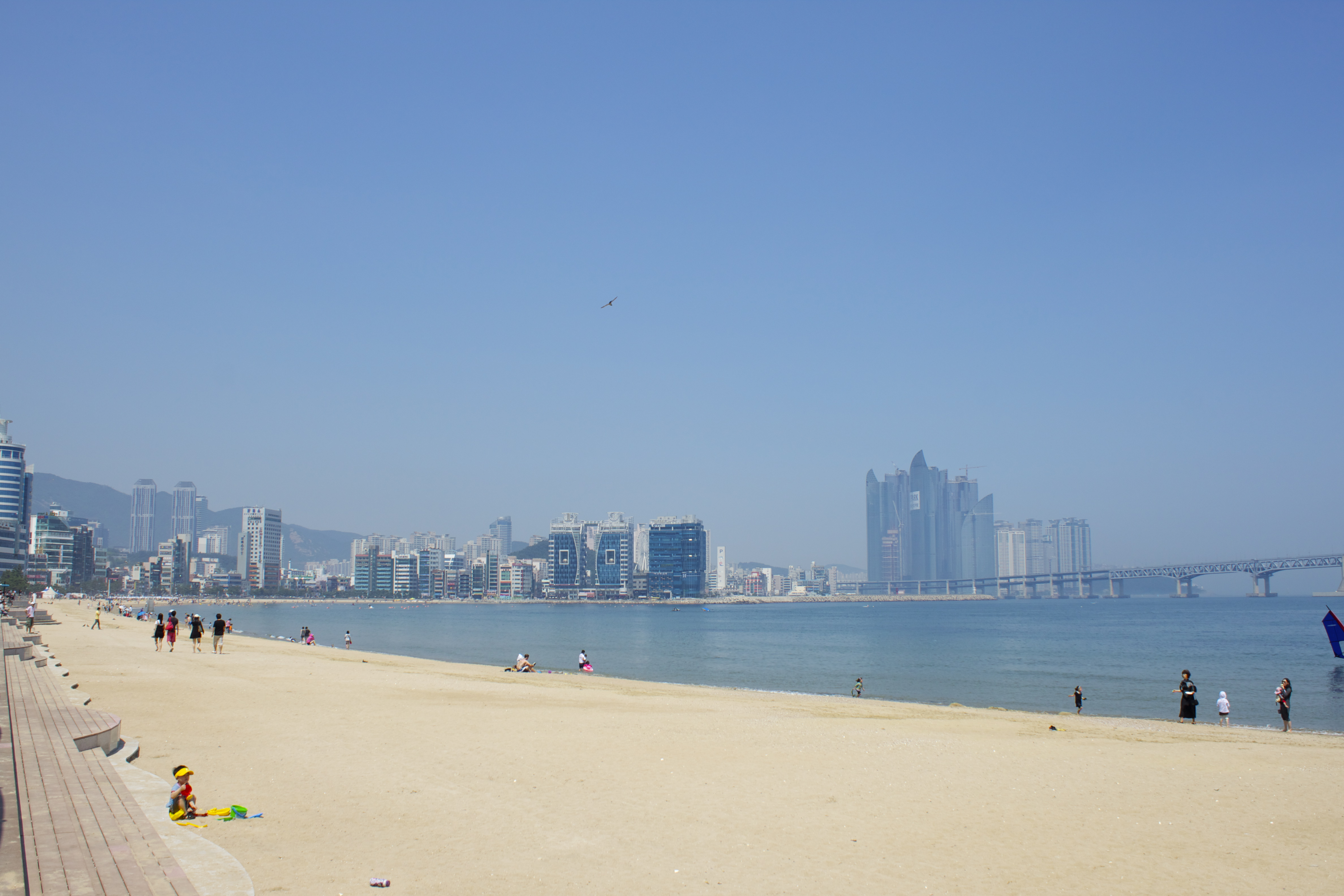

Пляж Кваналли (кор. 광안리해수욕장, также Пляж Кванан кор. 광안해수욕장) — один из пляжей в муниципальном округе Суёнгу города Пусане, Республика Корея. Его длина составляет 1,4 километра, ширина — 25 - 110 метров, форма пляжа — полумесяц.
Пляж считается одним из символов округа Суёнгу, и из-за его популярности регулярно поднимается вопрос о повышении качества контроля прибрежной воды около него. На пляже расположено около 300 ресторанов и кафе, рынки живой рыбы и «плавучий пляж» рядом с берегом. Каждый год на пляже Кваналли проходятся Пусанский международный фестиваль фейерверков (кор. 부산세계불꽃축제), фестиваль «Кваналли Обан» (кор. 광안리어방축제) и Пусанский морской фестиваль (кор. 부산바다축제), а также соревнования по киберспорту. С 1 июля 2008 года на пляже имеются отдельные сектора для некурящих.
Рядом с пляжем Кваналли находится мост Кванан, второй по длине мост в Республике Корея.

## Учреждения и строения на пляже Кваналли
- Мост Кванан
- Культурный центр Суёнгу
- Театр «Конган»
- Театр «EXIT6»
- Театр «Dico»
- Художественный музей моря и света
- Галерея «Сэгимтхо»
- Галерея «Мигван».